# Anserimimus
Az Anserimimus (nevének jelentése 'lúdutánzó') az ornithomimida theropoda dinoszauruszok egyik neme, amely a késő kréta korban, a mai Mongólia területén élt. Karcsú, gyorsan futó, feltehetően mindenevő állat volt. Az ismert fosszíliái alapján, erőteljesebb mellső lábait leszámítva valószínűleg nagyon hasonlított a többi ornithomimidára.
Az Anserimimust a mongol őslénykutató, Rinchen Barsbold 1988-ban nevezte el a latin anser 'lúd' és az ógörög μιμος / mimosz 'utánzó' szavak összetételéből. Az Anser a ludak nemének neve is egyben, melybe több faj is tartozik. Bár az Anserimimus nem igazán hasonlít egy lúdra, az ornithomimosaurusokat a hagyomány szerint különféle madarak után nevezik el, például Struthiomimus ('struccutánzó'), Gallimimus ('kakasutánzó') és Pelecanimimus ('pelikánutánzó'). Az Anserimimus egyetlen ismert faja az A. planinychus, melynek neve a latin planus 'lapos' és az ógörög ονυχος / onükhosz ('karom') szóból származik, a nemre jellemző egyedi, lapos karmokra utalva.
Az Anserimimus az ornithomimosaurusok fejlett csoportjába, az Ornithomimidae családba tartozik. Legközelebbi rokona feltehetően a Gallimimus. Egyes tanulmányok azonban képtelenek pontosan meghatározni az ornithomimidák rokoni kapcsolatait.
Az Anserimimus és a Gallimimus maradványai a mongóliai Nemegt-formáció különböző részeiből kerültek elő. Az Anserimimust Bajanhongor megyében fedezték fel egy, a Góbi sivatagba indított szovjet-mongol expedíció során, az 1970-es évek végén. A Nemegtet egy kanyargó folyókkal szabdalt alluviális síkságnak tartják, ami a késő kréta maastrichti korszakában, körülbelül 74–65 millió évvel ezelőtt keletkezett. A Gallimimus mellett több más theropoda is élt ebben az időben ezen a területen, köztük az óriás Tarbosaurus és Deinocheirus, a kisebb dromaeosauridák, az oviraptorosaurusok, a troodontidák és a madarak. A növényevőket a hadrosaurida Barsboldia és Saurolophus, az ankylosaurida Tarchia és számos titanosaurus sauropoda, valamint pachycephalosaurus képviselte.
Az Anserimimusnak csak egyetlen példánya került elő, amely a mellső és hátsó láb nagy részéből (a hozzájuk kapcsolódó vállöv és csípő egyes részeiből), valamint az egyik csigolyából áll. Kevés információ jelent meg az Anserimimus anatómiájáról, mivel Barsbold a csontok nagy részéről nem készített leírást, inkább azokra a jellemzőkre koncentrált, amelyek megkülönböztetik az Anserimimust a többi ornithomimidától. Több lényeges különbség található az állat és családja más tagjai között. A kéz karmai hosszúak és egyenesek (nem görbék), az alsó felületük pedig majdnem lapos. A mellső láb is erősebb felépítésű a többi ornithomimidáénál, a lapockán és a felkaron levő nagy tarajok izomkapcsolódási pontokat biztosítanak a nagy karizmok, például a bicepsz számára.
Az egyenes karmokban végződő erőteljes kar feladata ismeretlen. Talán a többi ornithomimidáétól eltérő étrendet vagy táplálékgyűjtési stratégiát jelez, azonban az étrendet nehéz meghatározni, mivel az állat koponyája ismeretlen. A tudósok régóta feltételezik, hogy az ornithomimidák húsevő theropoda dinoszauruszokból kifejlődve váltak mindenevővé vagy növényevővé.

## Fordítás
- Ez a szócikk részben vagy egészben az Anserimimus című angol Wikipédia-szócikk ezen változatának fordításán alapul.  Az eredeti cikk szerkesztőit annak laptörténete sorolja fel. Ez a jelzés csupán a megfogalmazás eredetét és a szerzői jogokat jelzi, nem szolgál a cikkben szereplő információk forrásmegjelöléseként.